# Jan Kanty Działyński
Jan Kanty Działyński, hrabia (ur. 28 września 1829 w Kórniku, zm. 30 marca 1880 tamże) – polski działacz społeczny i polityczny, powstaniec, prezes towarzystwa literacko-historycznego, wydawca bibliotek nauk ścisłych, redaktor, ostatni z rodu Działyńskich, właściciel dóbr: Kórnik (koło Poznania) i Janusz (Jeżopole).

## Życiorys
Był synem powstańca i posła Tytusa (1796-1861) i Celestyny z Zamoyskich (1805-1883). Kształcił się w poznańskim Gimnazjum św. Marii Magdaleny. W latach 1849–1851 odbył służbę w wojsku pruskim i uczęszczał na wykłady uniwersyteckie w Berlinie; uzupełniał wykształcenie z nauk ścisłych u prywatnych nauczycieli w Paryżu. W 21 lutego 1857 poślubił w Paryżu księżniczkę Izabellę z Czartoryskich (1830-1899), córkę księcia Adama Jerzego Czartoryskiego (1770-1861) – prezesa Rządu Narodowego. Wraz z żoną osiadł w Gołuchowie, gdzie rozpoczął kolekcjonowanie obrazów i zabytków sztuki (m.in. antycznych waz).
W 1861 objął po śmierci ojca Kórnik wraz z zamkiem, biblioteką i arboretum, a także pałac w Poznaniu, na Starym Rynku. Przejął od ojca pomysł utworzenia w Kórniku szkoły rolniczej. Współpracował z Poznańskim Towarzystwem Przyjaciół Nauk jako redaktor publikacji. Od 1861 zasiadał w sejmie pruskim, został sekretarzem Koła Polskiego. Tuż przed wybuchem powstania styczniowego odbył podróż po Bliskim Wschodzie; w lutym 1863, powrócił do Poznania i powołał tzw. Komitet Działyńskiego, w ramach którego organizował pomoc zaboru pruskiego dla powstania. Po rewizji w pałacu poznańskim, zagrożony aresztowaniem, przyłączył się do bezpośredniej walki zbrojnej. Walczył w oddziale Edmunda Taczanowskiego; po klęsce pod Ignacewem 8 maja 1863 schronił się we Francji. Na emigracji pracował nad skonstruowaniem karabinu wielostrzałowego.
W procesie berlińskim w 1864 otrzymał zaocznie wyrok śmierci i konfiskaty dóbr. Spędził na emigracji pięć lat; uzyskał amnestię i zwolnienie od zarzutów w kwietniu 1869. Po powrocie do Wielkopolski zaangażował się w działalność kulturalną. Poszerzał zbiory biblioteki kórnickiej, zaangażował do pracy w roli bibliotekarzy Zygmunta Celichowskiego i Wojciecha Kętrzyńskiego. Kontynuował działalność wydawniczą, zapoczątkowaną przez ojca. Wydał m.in. Kodeks dyplomatyczny Wielkopolski i Acta Tomiciana.
W 1872 był jednym z założycieli Banku Włościańskiego w Poznaniu. Fundował stypendia dla polskich studentów, kierował emigracyjnym Stowarzyszeniem Pomocy Naukowej. Pełnił funkcję prezesa Towarzystwa Nauk Ścisłych w Paryżu. Zmarł bezpotomnie, majątek przekazał siostrzeńcowi, Władysławowi Zamoyskiemu. Spoczywa w rodowej krypcie kórnickiego kościoła.